# Charles Kindleberger
 (août 2022).
Charles Poor « Charlie » Kindleberger (12 octobre 1910 – 7 juillet 2003) est à la fois historien de l'économie et un spécialiste américain de l'économie internationale. Son livre de 1978 intitulé Manias, Panics, and Crashes en français Histoire mondiale de la spéculation financière est une des grandes références dans ce domaine. Kindleberger est aussi connu pour être  un des tenants de la stabilité hégémonique développée dans son livre La Grande Crise mondiale 1929-1939.

## Biographie
Kindleberger est diplômé de l'université de Pennsylvanie  et docteur de l'université Columbia. Durant l'été 1931, il va en Europe pour participer à un séminaire animé par Salvador de Madariaga, mais celui-ci ayant été nommé ambassadeur d'Espagne aux États-Unis, il assista à des conférences à l'Institut d'études internationales de Genève dirigé par Sir Alfred Zimmern.
Pendant qu'il rédigeait sa thèse il a été employé de façon temporaire à la Division des études internationales du Trésor sous la direction de Harry Dexter White puis, de façon plus permanente à la Banque Fédérale de New York, (1936-1939). Par la suite, il a travaillé à la Banque des règlements internationaux(1939-1940), au bureau des gouverneurs de la Réserve fédérale des États-Unis (1940-1942) et durant la guerre, à l'Office of Strategic Services (OSS). De 1945 à 1947, il fut chef de la division des affaires économiques de l'Allemagne et de l'Autriche au département d'État. De 1947 à 1948 il fut un architecte clé du plan Marshall.
Après 1948, il a été nommé professeur d'économie internationale au MIT. Il lui arrivait également de participer à des groupes de travail du Council on Foreign Relations. Comme historien de l'économie Kindleberger employait une approche narrative des connaissances et ne s'appuyait pas sur des modèles mathématiques pour prouver ses dires. En préface de La Grande Dépression 1929-1939, il écrit « C'est de l'histoire simplement racontée, sans tableaux de carrés de R, sans tests de Durbin-Watson, et autres chose du même genre. Tant pis... ». Son livre Manias, Panics, and Crashes est encore très utilisé dans les programmes de maîtrise en administration des affaires (MBA) aux États-Unis.

## La Grande Crise mondiale
Dans son livre de 1973, La Grande Crise mondiale 1929-1939 (The World in Depression 1929-1939),  il avance une version internationaliste et singulière des causes et de la nature de la Grande Dépression. Pour lui, si la dépression a été aussi longue et profonde cela tient aux hésitations des États-Unis à prendre la tête de l'économie mondiale au moment où après la Première Guerre mondiale, la Grande-Bretagne ne pouvait plus assumer ce rôle. Pour Kindleberger « la grande leçon de l'entre-deux guerres » c'est que « pour que se stabilise l'économie mondiale, il faut un stabilisateur, et un seul » dans le contexte de l'entre-deux-guerres au moins cela aurait dû être les États-Unis. Certains en font un des pères de la stabilité hégémonique, lui préfèrerait le terme prééminence stabilisatrice
Dans le dernier chapitre intitulé Une explication de la crise de 1929 Kindleberger pointe les cinq responsabilités que les États-Unis auraient dû assumer pour stabiliser l'économie mondiale :
1. Maintenir un marché relativement ouvert de façon à être un acheteur de dernier ressort;
2. Accorder des prêts contracycliques ou au moins des prêts stables à long terme;
3. Assurer un système de taux de change relativement stables;
4. Assurer la coordination des politiques macroéconomiques;
5. Servir de prêteur de dernier ressort.

Kindleberger était très sceptique sur l'analyse monétariste des causes de la Grande Dépression de Milton Friedman et Anna Schwartz, la trouvant trop partielle et dogmatique. Par ailleurs il rejetait l'interprétation qu'il appelait « fortuite » ou « accidentelle » de Paul Samuelson. The World in Depression était considéré par John Kenneth Galbraith comme le meilleur livre sur le sujet.

## Œuvre

### Livre
- Le Monde en Dépression : 1929-1939 Première édition américaine 1973, édition française 1986 La Grande Crise mondiale Economica
- Manias, Panics, and Crashes: A History of Financial Crises (Wiley, 2005, 5e édition). Traduction française Histoire mondiale de la spéculation financière Ed. Valor.
- World Economic Primacy: 1500 - 1990 (Oxford University Press, 1996)
- American Business Abroad (New Haven, Londres, 1969)
- Europe's Postwar Growth. The Role of Labor Supply (Cambridge, Massachusetts, 1967)
- Europa and the Dollar (Cambridge, Massachusetts, Londres, 1966)
- Foreign Trade and the National Economy (Yale, 1962)
- Economic Development (New York, 1958)

### Manuel
- International Economics première édition 1953. A été jusque dans les années 1980, un des manuels de référence. Traduit en français et dans de nombreuses langues.

### Article
- "The Benefits of International Money." Journal of International Economics 2 (nov. 1972): 425-442.